# 文藝復興美學
文藝復興美學始於西元後14世紀下半葉到16世紀末。最早起於義大利;受古希臘羅馬文化影響及阿拉伯、印度、中國等。價值觀從神學到人學，從神性到人性，美從天國拉回到了人間。美學與自然科學結合得十分緊密，以唯物主義主導，堅持美的客觀性。

## 代表思想家
- 薄迦丘
- 達文西

## 思想特色
- 人文主義強調美的具體可感性 重視人體美 文藝復興美學脫離中世紀神學傳統 以現實生活為內容 基調是現實唯物
- 到了16世紀末義大利政經衰退 人文主義所鼓吹的和諧受懷疑 開始了巴洛克美學 反常為美 超越規則與美醜的界限
- 到 17 世紀 理性主義為基礎 法國古典主義 揭開了近代美學新篇章